# Castello di Skokloster

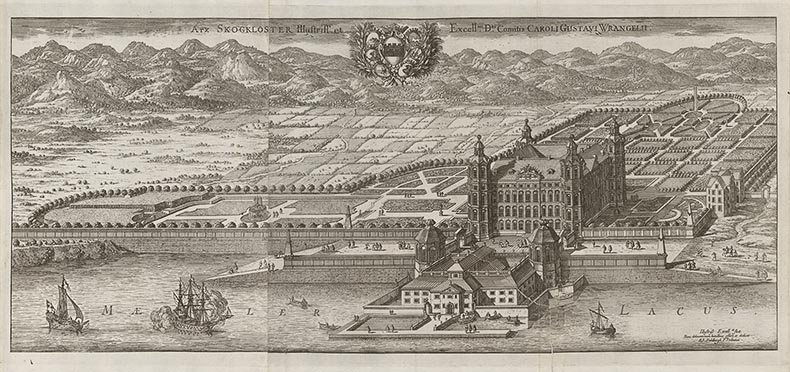
Il castello nel 1690-1710.

Il castello di Skokloster è un castello in Svezia, situato vicino al lago di Mälaren, tra Stoccolma e Uppsala.
Fu costruito tra il 1654 e il 1676 in stile barocco da Carl Gustaf Wrangel, su progetto di Nicodemus Tessin il Vecchio. Con la morte di Wrangel nel 1676, il castello passò alla famiglia Brahe. Nel 1930 divenne proprietà della famiglia Von Essen, che lo vendette al governo svedese nel 1967 con tutto il suo contenuto. Da allora è stato trasformato in un museo.
Il castello è uno dei grandi monumenti della fase di espansione della Svezia nel XVII secolo, quando divenne una delle potenze europee. Alcune delle sue camere rimangono incompiute, come la "Sala del banchetto", che fu conservata integra con gli strumenti dei costruttori. Pertanto, nessun altro castello europeo può essere paragonato a questo in una questione di autenticità storica. Altre camere sono arredate con mobili sontuosi e del barocco. L'armeria e la biblioteca sono particolarmente ricche.